# Maîtrise des températures en œnologie

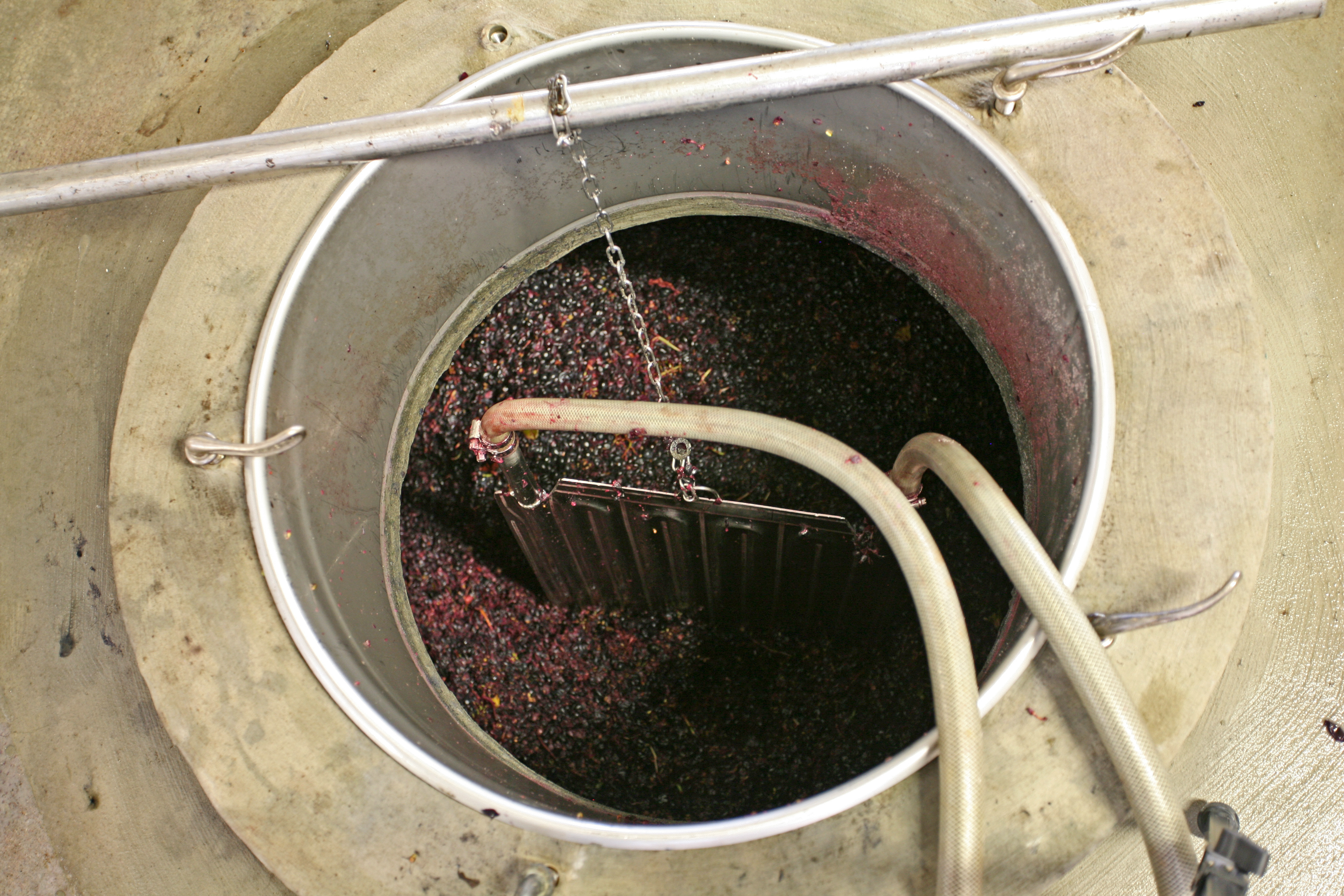
Moût de vendange rouge dont la fermentation est thermorégulée
(présence d'un drapeau réfrigérant permettant une macération à basse température)

La maitrise des températures en œnologie est un élément important de la vinification des vins.

## Température de la vendange
Lors de la récolte et avant fermentation, les températures optimales se situent entre 10 °C et 12 °C (en conditions optimale de traitement du raisin et pour ne pas provoquer de fermentation précoce).

## Température de vinification
Les températures influent beaucoup sur la qualité du raisin et même tout au long du processus d'élaboration des vins. De la récolte, traitement de la vendange, débourbage, fermentations (alcoolique, malolactique et éventuellement seconde fermentation pour l'élaboration de vin effervescent), élevage, embouteillage, stockage et jusqu'à la dégustation.
Pour la fermentation alcoolique, il faut bien différencier l'élaboration des vins rouges de celle des vins blancs et rosés, qui n'ont pas le même schéma de fermentation.

### Vinification en rouge
La température peut aller de 25 °C jusqu'à 35 °C environ. Au-delà de cette température, les levures risquent de mourir, ce qui provoquerait un arrêt de la fermentation. Une température haute peut favoriser l’extraction des composés phénoliques.
Une cuve de rouge est plus difficile à réchauffer ou refroidir qu’une cuve de blanc. Le marc présent en rouge a une plus forte inertie thermique que la phase liquide seule. Pour compléter la gestion de la température par contact direct, une technique consiste à effectuer un délestage, et à ne traiter que le moût, puis à le réincorporer pour qu'il refroidisse/réchauffe à son tour le marc lui-même. 

### Vinification en blanc
La température de vinification en blanc est en règle générale plus basse qu'en rouge. Elle peut varier de 12 à 20 °C, selon le profil de vinification choisi. En fonction du cépage, de la souche de levure, la gestion de la température permettra de favoriser certains arômes, notamment l’équilibre entre des arômes issus des esters fermentaires, et ceux issus des thiols variétaux. Plusieurs profils de régulation peuvent exister, et peuvent évoluer en fonction de l'évolution de la densité du moût en fermentation.
La gestion de la température peut être faite par des ceintures de froid pour les cuves, ou des cannes de refroidissement pour les fûts. Une climatisation de la cave peut compléter ces dispositifs individuels. Le refroidissement en général est très consommateur en énergie.
Le contexte de vendange et de vinification peuvent faire varier les besoins en frigories. Après le pressurage de la vendange, le moût est souvent mis en débourbage statique à froid, les jus clarifiés ont alors une température de 10 °C environ. Les levures commencent à fermenter à partir d'un réchauffement du moût à 15 °C environ.
Ensuite, les levures produisant de l'énergie dégagée sous forme de chaleur, la température du moût augmente au cours de la fermentation. Une fermentation lente permet de dissiper une part importante de la température, du contenant à l’air ambiant, et donc de limiter l’échauffement du milieu, et les besoins de refroidir davantage. Une fermentation est d'autant plus lente que la température initiale est basse et maintenue. À l’inverse, si le moût se réchauffe trop, les levures seront plus actives, et en conséquence, produiront encore plus de chaleur, ce qui augmentera encore le réchauffement du moût.

Canne de refroidissement pour la vinification des blancs en fûts (rentrée/sortie)
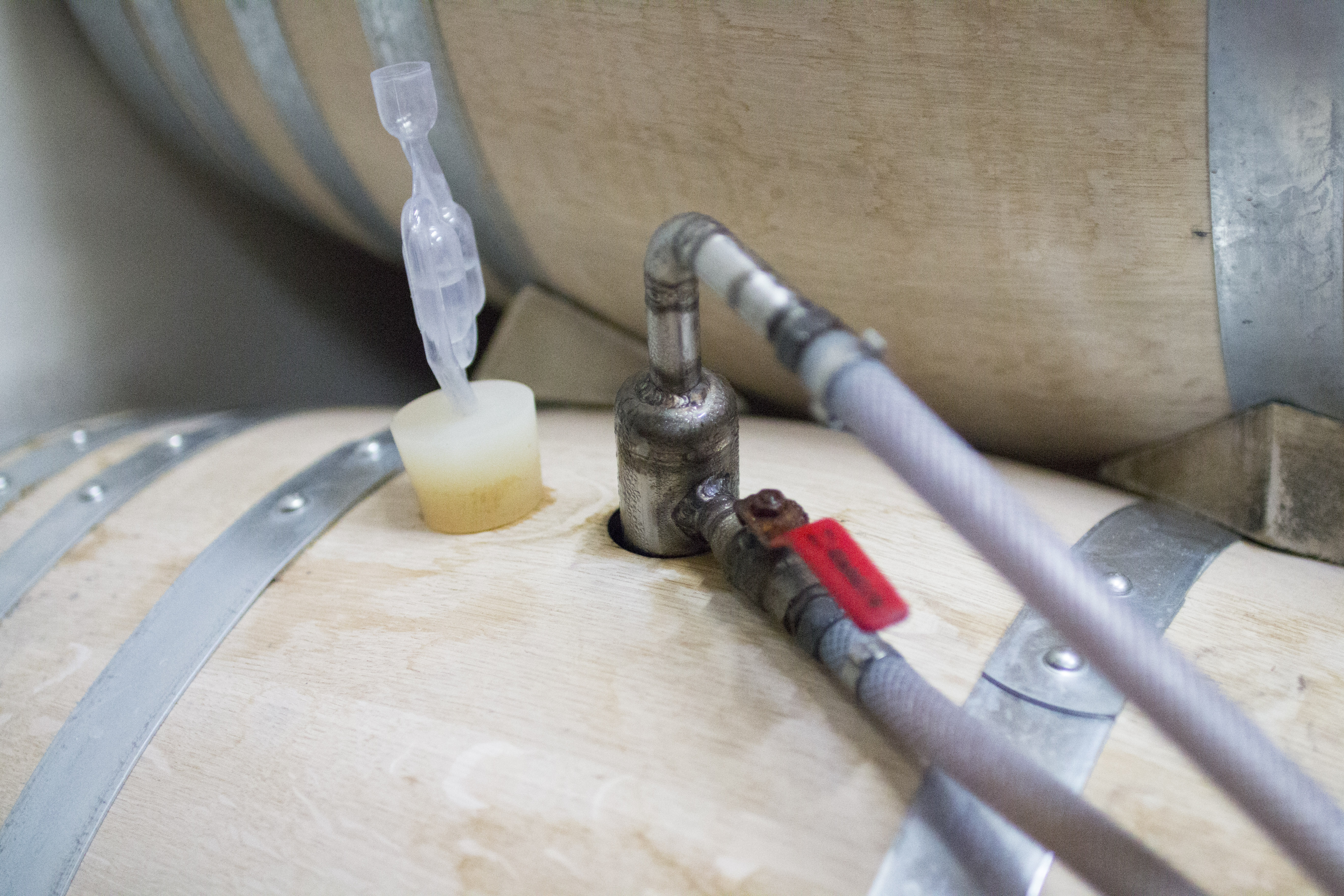
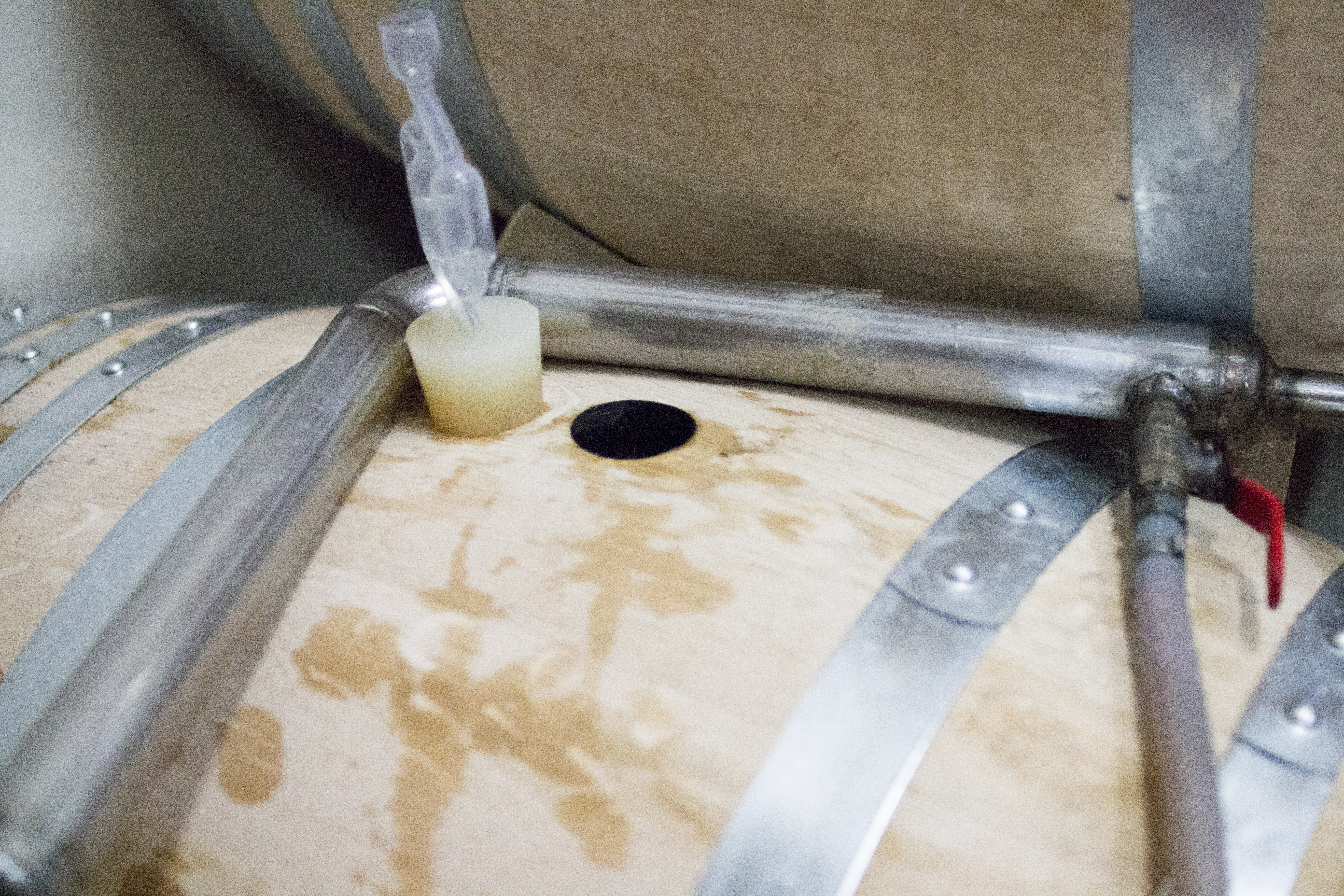

## Température de stockage
Que ce soit en fût, en cuve ou même en bouteille, des températures trop basses ou trop hautes (plus de 26 °C, et pire, si exposé a la lumière) ne sont pas conseillées. Les variations de température sont également néfaste pour le vin.

## Galerie

Différents systèmes de régulation de la température
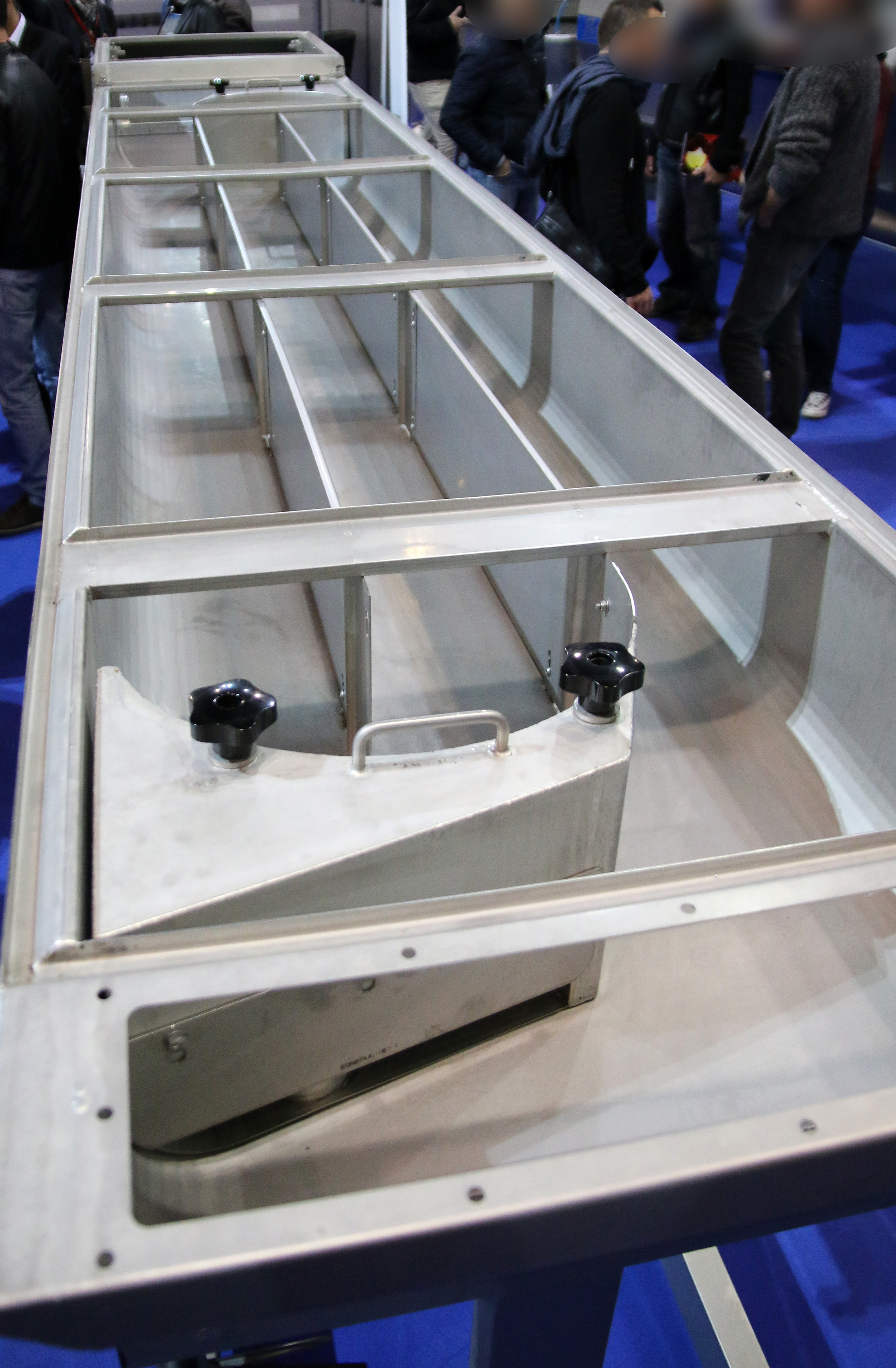
Échangeur à vendange, la vendange entière peut être réchauffée ou refroidie sans être triturée.
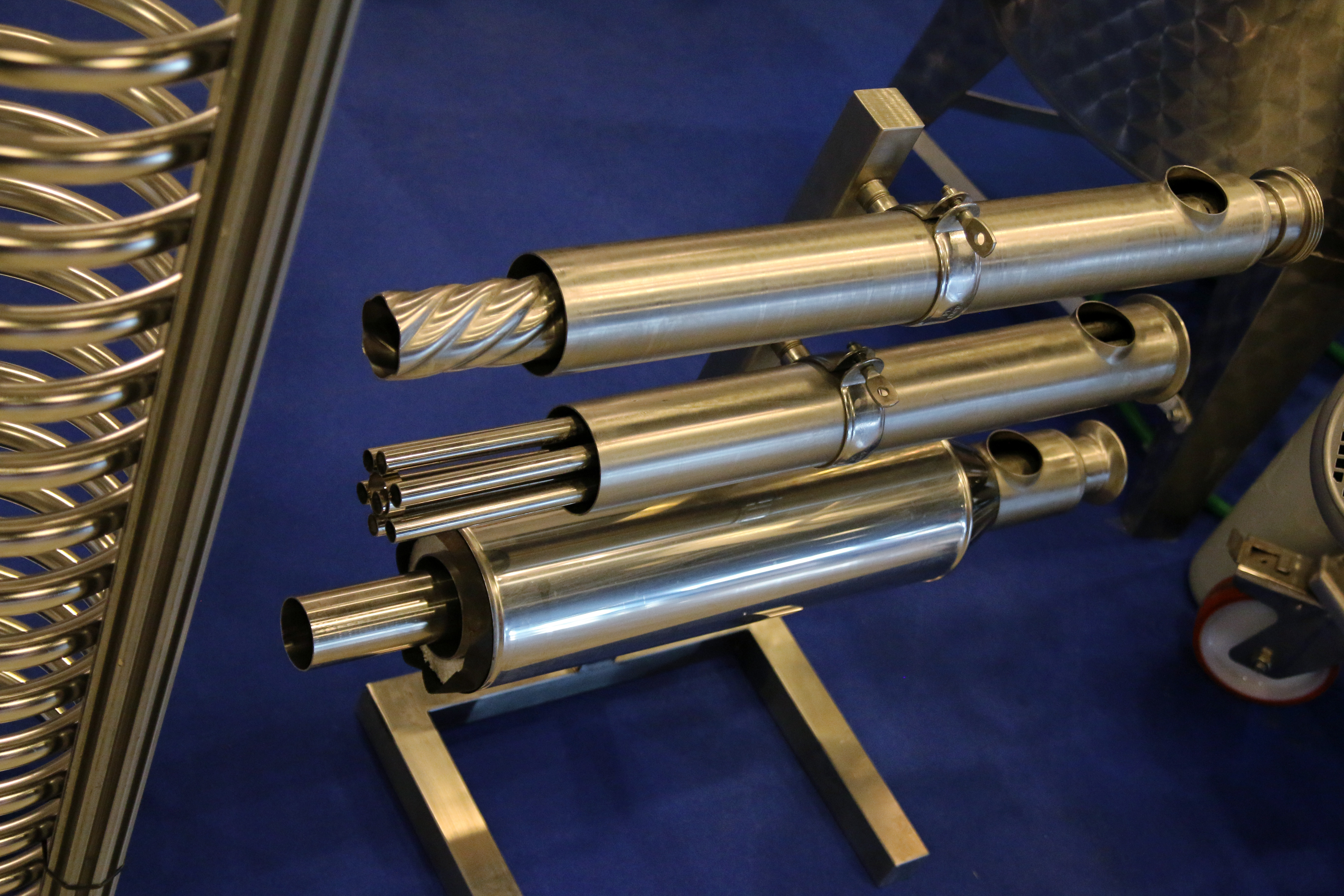
Échangeur thermique tubulaire.
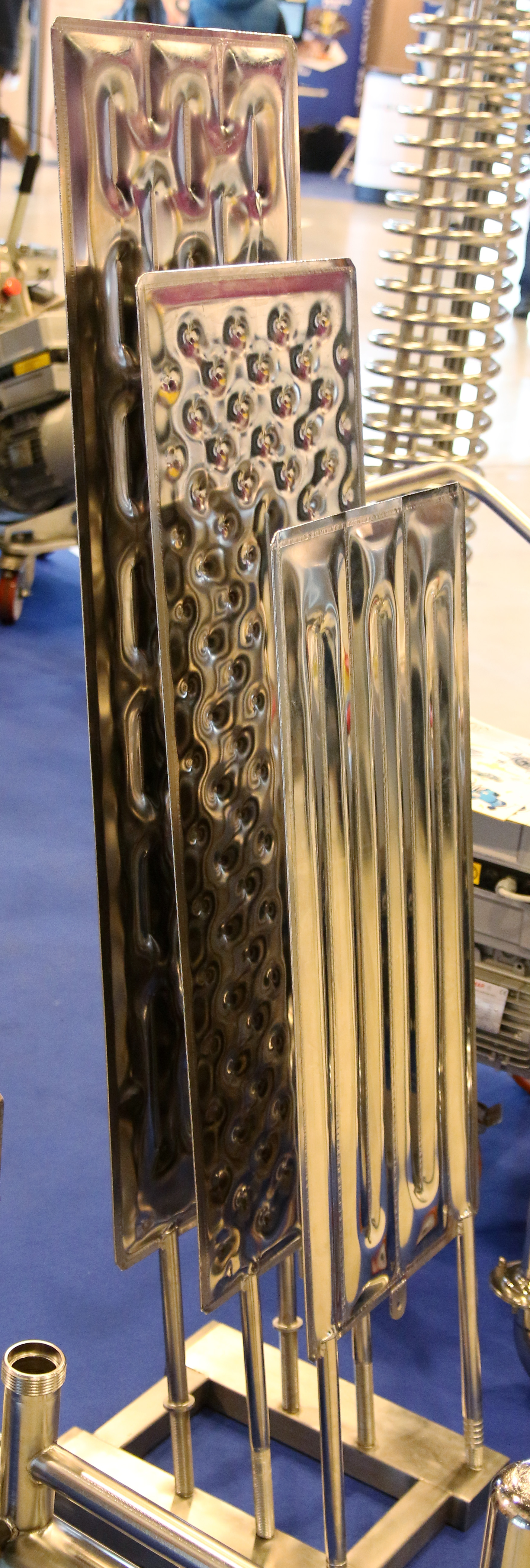
Différents drapeaux thermiques internes pour cuves.
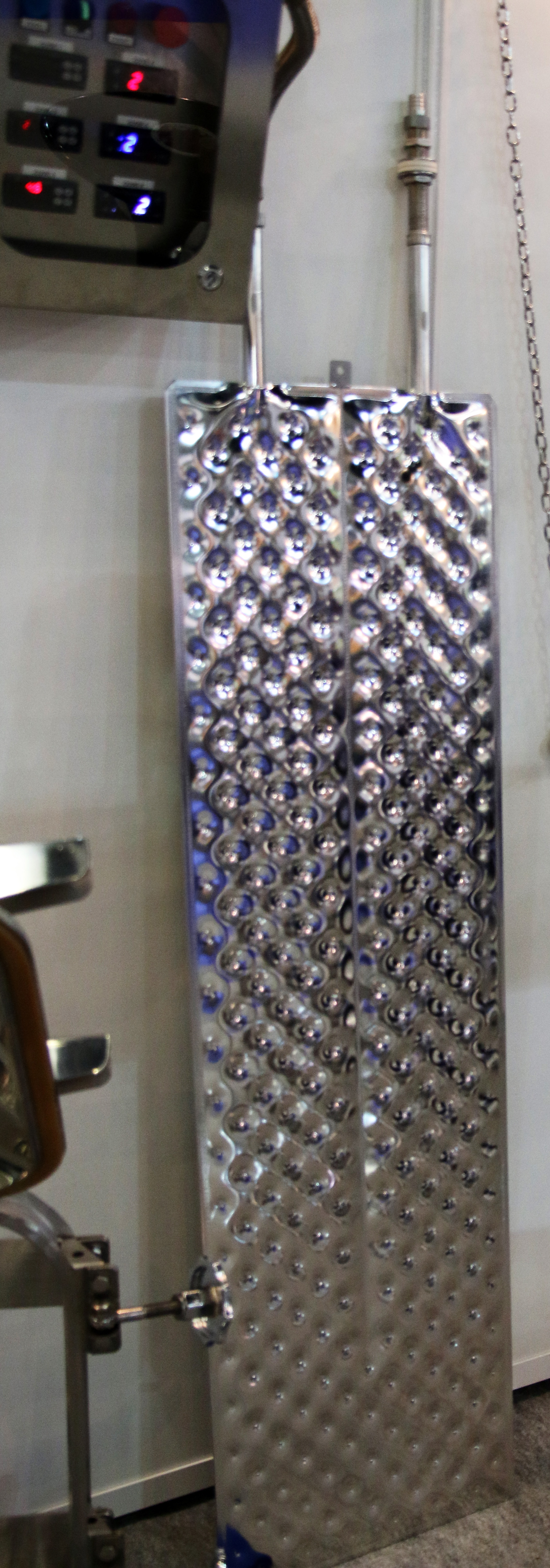
Drapeau pour cuve.
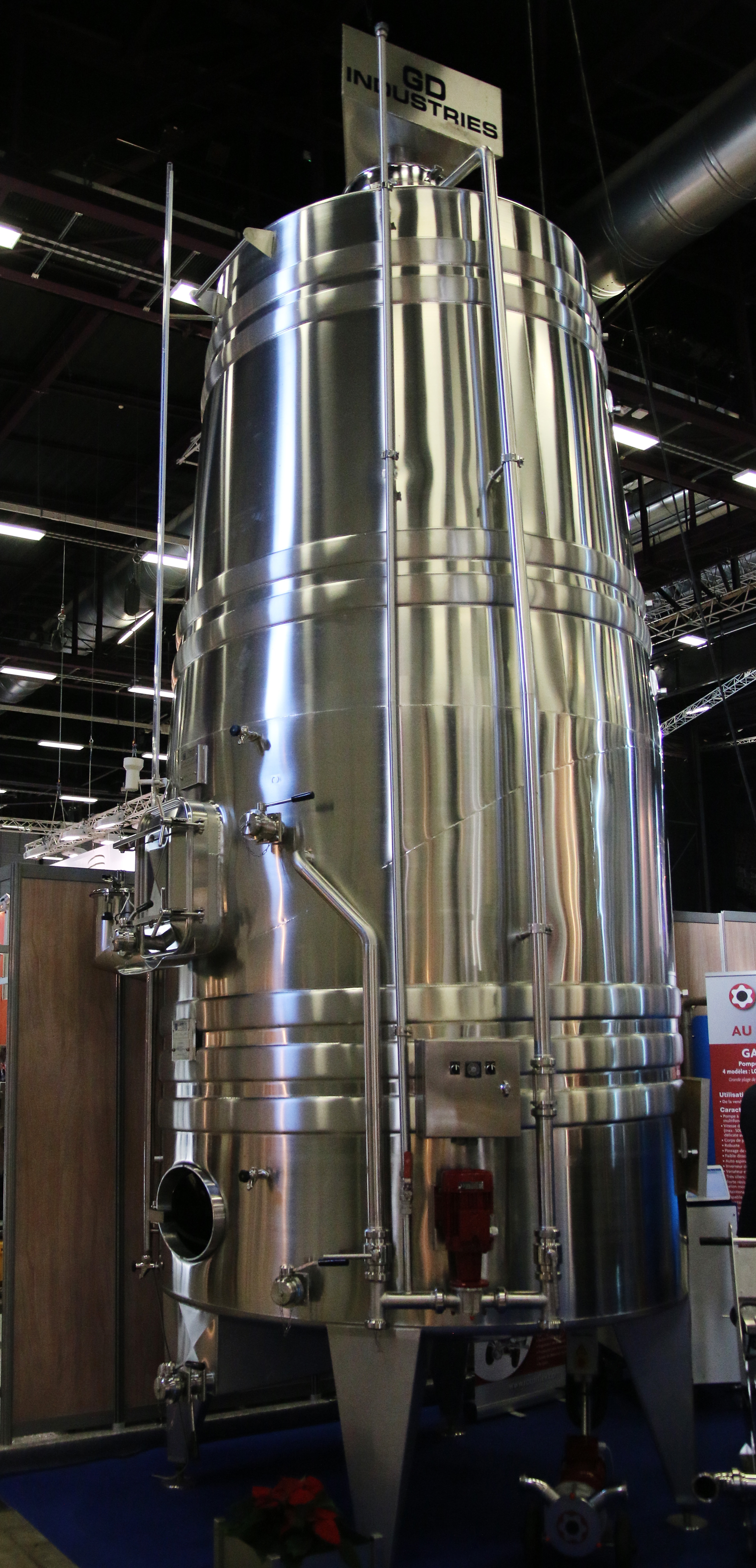
Cuves équipées de plusieurs ceintures, ou serpentins, de régulation de température (vinification en blanc ou stockage).
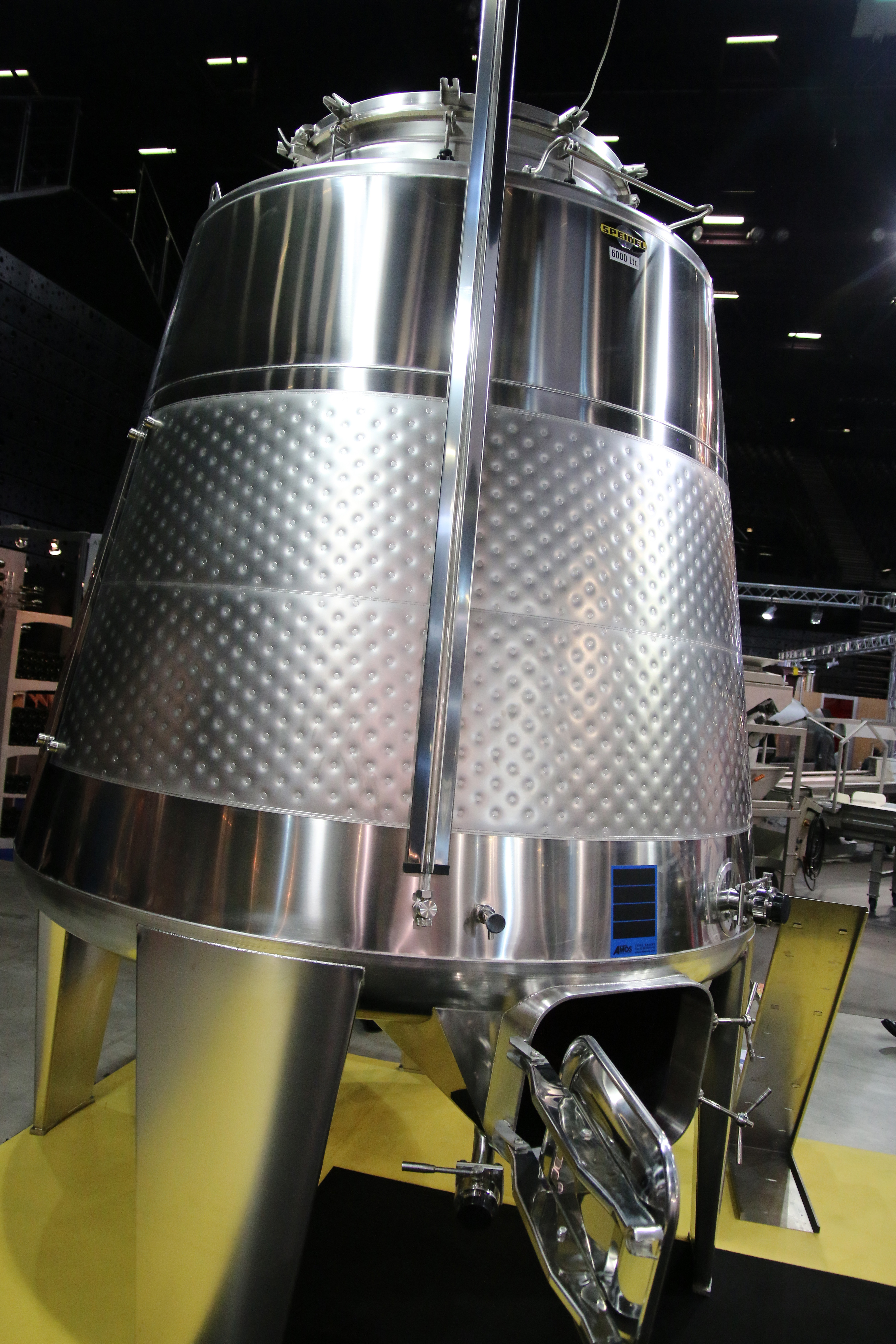
Cuve équipée d'une large ceinture de régulation thermique (vinification en rouge).
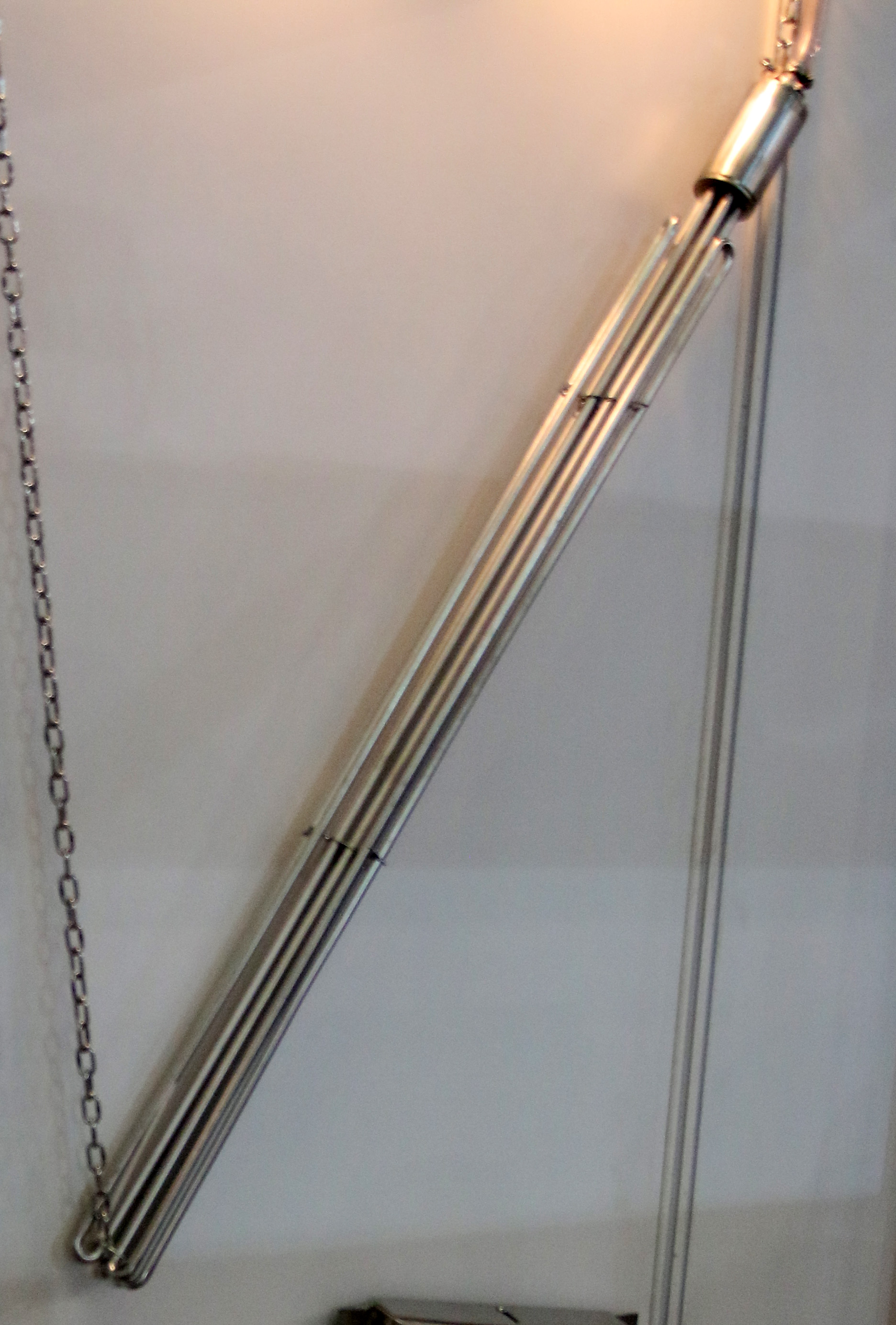
Canne chauffante pour réchauffer un moût ou un vin dans une cuve, pour favoriser une fermentation.

## Température de dégustation
Globalement les vins effervescents, les vins blancs et les rosés sont généralement dégustés plus frais que les rouges. Les températures préconisées dépendent essentiellement de la structure potentielle du vin (acidité, taux d'alcool, tanins, sucres résiduels).